# NBA 1975/76
NBA 1975/76 was het 30e seizoen van de NBA. Het begon op 23 oktober 1975 en eindigde op 6 juni 1976, toen Boston Celtics de zesde wedstrijd van de NBA Finale met 87-80 won en daarmee op 4-2 kwam in de serie tegen verliezend finalist Phoenix Suns. Kareem Abdul-Jabbar van LA Lakers werd (voor de vierde keer) verkozen tot NBA Most Valuable Player en Jo Jo White van Boston Celtics tot NBA Finals Most Valuable Player.
Boston Celtics bereikte voor de veertiende keer de NBA-finale en won daarin voor de dertiende keer de NBA-titel. Voor verliezend finalist Phoenix Suns was het de eerste NBA-finale. NBA 1975/76 was het laatste seizoen van Don Nelson, Pat Riley en Jerry Sloan.

## Eindstand regulier seizoen
| Eastern Conference   | W  | V  |
| -------------------- | -- | -- |
| Boston Celtics*      | 54 | 28 |
| Cleveland Cavaliers* | 49 | 33 |
| Washington Bullets   | 48 | 34 |
| Philadelphia 76ers   | 46 | 36 |
| Buffalo Braves       | 46 | 36 |
| Houston Rockets      | 40 | 42 |
| New York Knicks      | 38 | 44 |
| New Orleans Jazz     | 38 | 44 |
| Atlanta Hawks        | 29 | 53 |

| Western Conference     | W  | V  |
| ---------------------- | -- | -- |
| Golden State Warriors* | 59 | 23 |
| Seattle SuperSonics    | 43 | 39 |
| Phoenix Suns           | 42 | 40 |
| Milwaukee Bucks*       | 38 | 44 |
| Detroit Pistons        | 36 | 46 |
| LA Lakers              | 40 | 42 |
| Portland Trail Blazers | 37 | 45 |
| Kansas City Kings      | 31 | 51 |
| Chicago Bulls          | 24 | 58 |

*Winnaars van de vier divisies

## Playoffs
|  | Conference Halve Finale | Conference Halve Finale |                       |   | Conference Finale | Conference Finale |  |  | NBA Finale | NBA Finale |
|  |                         |                         |                       |   |                   |                   |  |  |            |            |
|  |                         |                         |                       |   |                   |                   |  |  |            |            |
|  |                         |                         |                       |   |                   |                   |  |  |            |            |
|  |                         |                         |                       |   |                   |                   |  |  |            |            |
|  | Boston Celtics          | 4                       |                       |   |                   |                   |  |  |            |            |
|  | Boston Celtics          | 4                       |                       |   |                   |                   |  |  |            |            |
|  | Buffalo Braves          | 2                       |                       |   |                   |                   |  |  |            |            |
|  | Buffalo Braves          | 2                       | Boston Celtics        | 4 |                   |                   |  |  |            |            |
|  |                         |                         | Boston Celtics        | 4 |                   |                   |  |  |            |            |
|  |                         | Cleveland Cavaliers     | 2                     |   |                   |                   |  |  |            |            |
|  | Washington Bullets      | Cleveland Cavaliers     | 2                     | 3 |                   |                   |  |  |            |            |
|  | Washington Bullets      |                         |                       | 3 |                   |                   |  |  |            |            |
|  | Cleveland Cavaliers     | 4                       |                       |   |                   |                   |  |  |            |            |
|  | Cleveland Cavaliers     | 4                       | Boston Celtics        | 4 |                   |                   |  |  |            |            |
|  |                         |                         | Boston Celtics        | 4 |                   |                   |  |  |            |            |
|  |                         | Phoenix Suns            | 2                     |   |                   |                   |  |  |            |            |
|  | Golden State Warriors   | Phoenix Suns            | 2                     | 4 |                   |                   |  |  |            |            |
|  | Golden State Warriors   |                         |                       | 4 |                   |                   |  |  |            |            |
|  | Detroit Pistons         | 2                       |                       |   |                   |                   |  |  |            |            |
|  | Detroit Pistons         | 2                       | Golden State Warriors | 3 |                   |                   |  |  |            |            |
|  |                         |                         | Golden State Warriors | 3 |                   |                   |  |  |            |            |
|  |                         | Phoenix Suns            | 4                     |   |                   |                   |  |  |            |            |
|  | Phoenix Suns            | Phoenix Suns            | 4                     | 4 |                   |                   |  |  |            |            |
|  | Phoenix Suns            |                         |                       | 4 |                   |                   |  |  |            |            |
|  | Seattle SuperSonics     | 2                       |                       |   |                   |                   |  |  |            |            |
|  | Seattle SuperSonics     | 2                       |                       |   |                   |                   |  |  |            |            |

## Beste gemiddeldes
- Meeste punten per wedstrijd: Bob McAdoo (Buffalo Braves)
- Meeste rebounds per wedstrijd: Kareem Abdul-Jabbar (LA Lakers)
- Meeste assists per wedstrijd: Slick Watts (Seattle SuperSonics)
- Meeste steals per wedstrijd: Slick Watts (Seattle SuperSonics)
- Meeste blocks per wedstrijd: Kareem Abdul-Jabbar (LA Lakers)
- Hoogste percentage veldscores: Wes Unseld (Washington Bullets)
- Hoogste percentage vrije worpen: Rick Barry (Golden State Warriors)

1950 · 1951 · 1952 · 1953 · 1954 · 1955 · 1956 · 1957 · 1958 · 1959 · 
1960 · 1961 · 1962 · 1963 · 1964 · 1965 · 1966 · 1967 · 1968 · 1969 · 
1970 · 1971 · 1972 · 1973 · 1974 · 1975 · 1976 · 1977 · 1978 · 1979 · 
1980 · 1981 · 1982 · 1983 · 1984 · 1985 · 1986 · 1987 · 1988 · 1989 · 
1990 · 1991 · 1992 · 1993 · 1994 · 1995 · 1996 · 1997 · 1998 · 1999 · 
2000 · 2001 · 2002 · 2003 · 2004 · 2005 · 2006 · 2007 · 2008 · 2009 · 
2010 · 2011 · 2012 · 2013 · 2014 · 2015 · 2016 · 2017 · 2018 · 2019 · 
2020 · 2021 · 2022 · 2023 · 2024